# Reinette
Pour les articles homonymes, voir Reinette (homonymie).
Pour l’article ayant un titre homophone, voir Rainette.

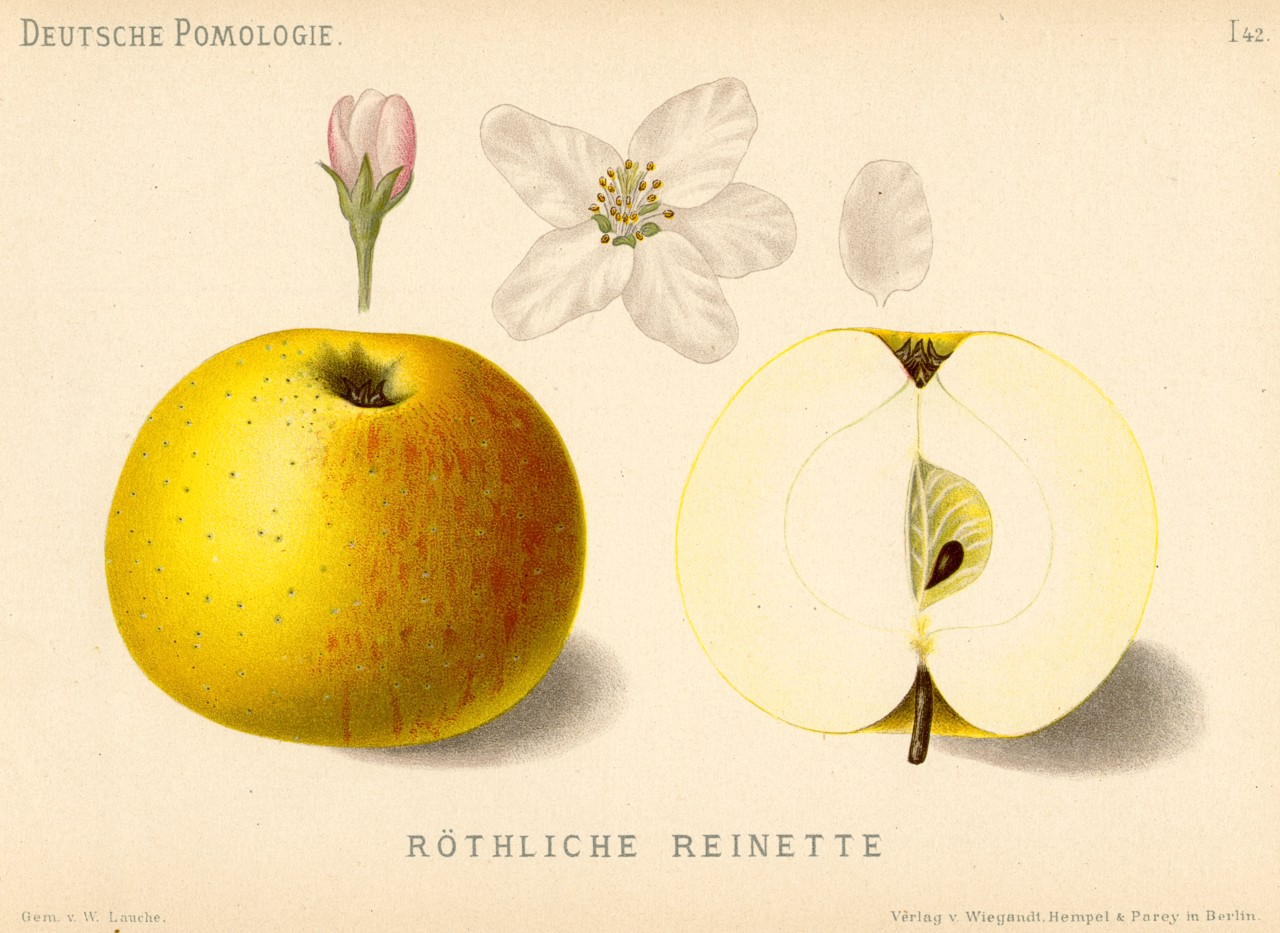
La variété Reine des reinettes.

Reinette est le nom de plusieurs dizaines de variétés de pommes.
Ce nom de fruit a tellement été prodigué, qu'on pourrait, sans recourir aux pomologies étrangères, dresser une liste d'au moins cent cinquante pommes ainsi appelées. Nombreux sont les professionnels qui utilisent le nom reinette de façon abusive.

## Histoire
Le mot reinette appartient à la nomenclature arboricole depuis quatre siècles environ. Charles Estienne fut en 1540 le premier de nos écrivains horticoles qui le mentionna ; voici dans quels termes, nous traduisons littéralement :
"Presqu'au même temps que les pommes de Râteau, mûrissent celles appelées Renetia, ou De renette en langue vulgaire, mais elles n'ont pas la chair aussi ferme, et sont d'un goût encore plus agréable." 
Il s'agit de la reinette franche, ou Blanche, regardée par les principaux pomologues comme la mère des reinettes.
Duhamel du Monceau, un siècle après (1768), décrivit douze reinettes.

## Étymologie
Deux savants étymologistes, Ménage et Borel, ont recherché l'origine du mot « reinette », mais ne sont pas d’accord sur cette question, que dès 1650 Ménage crut pouvoir résumer ainsi :
« Reinette est le nom d'une sorte de pomme ; quelques-uns le dérivent de reginetta, diminutif de regina, comme qui dirait la reine des Pommes, D'autres, et avec plus de vraisemblance, le dérivent de ranetta, diminutif de rana, parce que les pommes de reinette sont marquetés de petites taches, comme sont les grenouilles. On a dit reine pour dire une grenouille de rana. »
— Ménage
Voici maintenant l'opinion que Borel exprimait en 1751 ;
« Rainet, grenouille de rana ; d'où vient pomme renette pour estre marquetée comme le ventre des grenouilles, selon Ménage : ou de poma renana. Mais j'estime que c'est pour estre la reine des Pommes. »
— Borel
Selon Tableaux analytiques illustrés de pomologie de Constant Houlbert, le groupe des reinettiformes est défini comme « toute pomme dont le pourtour de la cavité oculaire est uni, dépourvu de côtes, de bosselures ou de mamelons ».
 
Ce groupe est ensuite subdivisé en différents sous-groupes : les reinettiformes plates disconnes, reinettiformes plates cyrtonnes, les reinettiformes sphéroïdales, sous divisées en reinettes (les sphéroïdales qui se rapprochent de la sphère parfaite, et les parmaines plus ou moins ovoïdes), les reinettiformes allongées (passeronnes et lagonnes). 
Il existe également un groupe des calvilliformes défini comme « toute pomme dont le pourtour de la cavité oculaire présente des côtes bien accentuées, des bosselures ou des mamelons » sous-divisé en calvilliformes plates (les apionnes et les rambours), les calvilliformes sphéroïdales (sous-divisées en postophes et calvilles), les calvilliformes allongées (sous-divisées en dolitonnes et pigeonnets).

## Quelques variétés de reinettes
- Reine des reinettes
- Reine des reinettes rouge, diploïde
- Reinette à Longue Queue, diploïde[5]
- Reinette Ananas
- Reinette Baumann
- Reinette Bergamotte
- Reinette Clochard
- Reinette Courthay
- Reinette d'Amérique
- Reinette d'Armorique
- Reinette d'Orléans
- Reinette de Blenheim, triploïde
- Reinette de Bretagne
- Reinette de Brive
- Reinette de Champagne
- Reinette de Chênée, triploïde, S-génotype: S1S9S21[6]
- Reinette Cox Orange
- Reinette étoilée
- Reinette de Flandre
- Reinette de France, triploïde, S-génotype: S3S19S24
- Reinette de l'Hopital, diploïde
- Reinette Karmína (cs)
- Reinette de Landsberg
- Reinette de Savoie
- Reinette de Servin
- Reinette de Tournai, diploïde
- Reinette dorée française
- Reinette du Vigan
- Reinette dorée de Berlepsch
- Reinette d'Amboulne
- Reinette d'Orléans
- Reinette grise du Canada
- Reinette du Mans
- Reinette Duquesne, diploïde, S-génotype: S3S43
- Reinette étoilée, diploïde
- Reinette franche, diploïde
- Reinette grise de Lorient
- Reinette Hernaut, triploïde, S-génotype: S1S3S17
- Reinette jaune sucrée
- Reinette Newtown ou Reinette Albemarle
- Reinette Oberdieck
- Reinette Oldenburg
- Ribston Pippin, triploïde
- Reinette Sanguine du Rhin
- Reinette Wagner, diploïde, S-génotype: S3S8

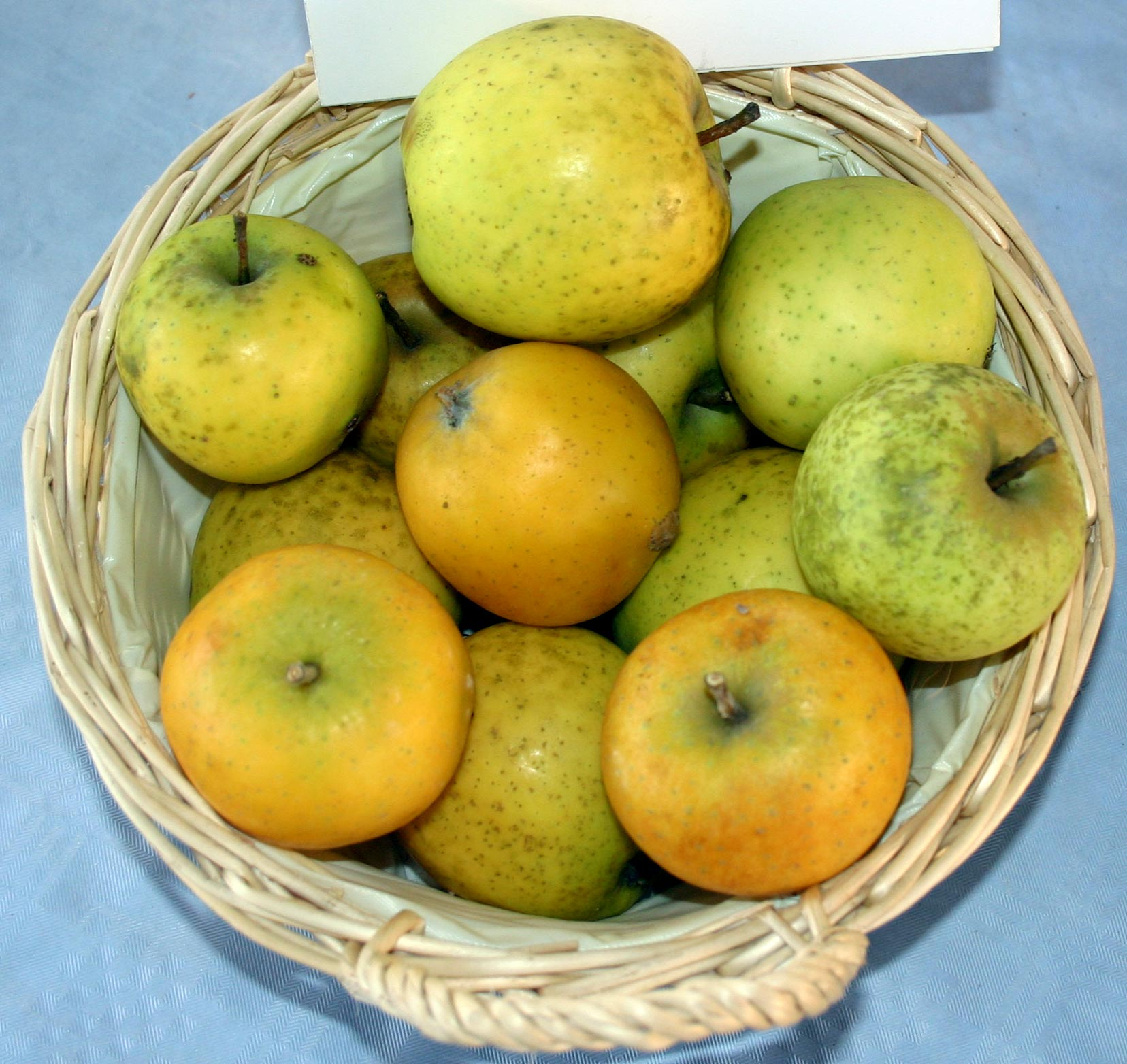
Reinette ananas.
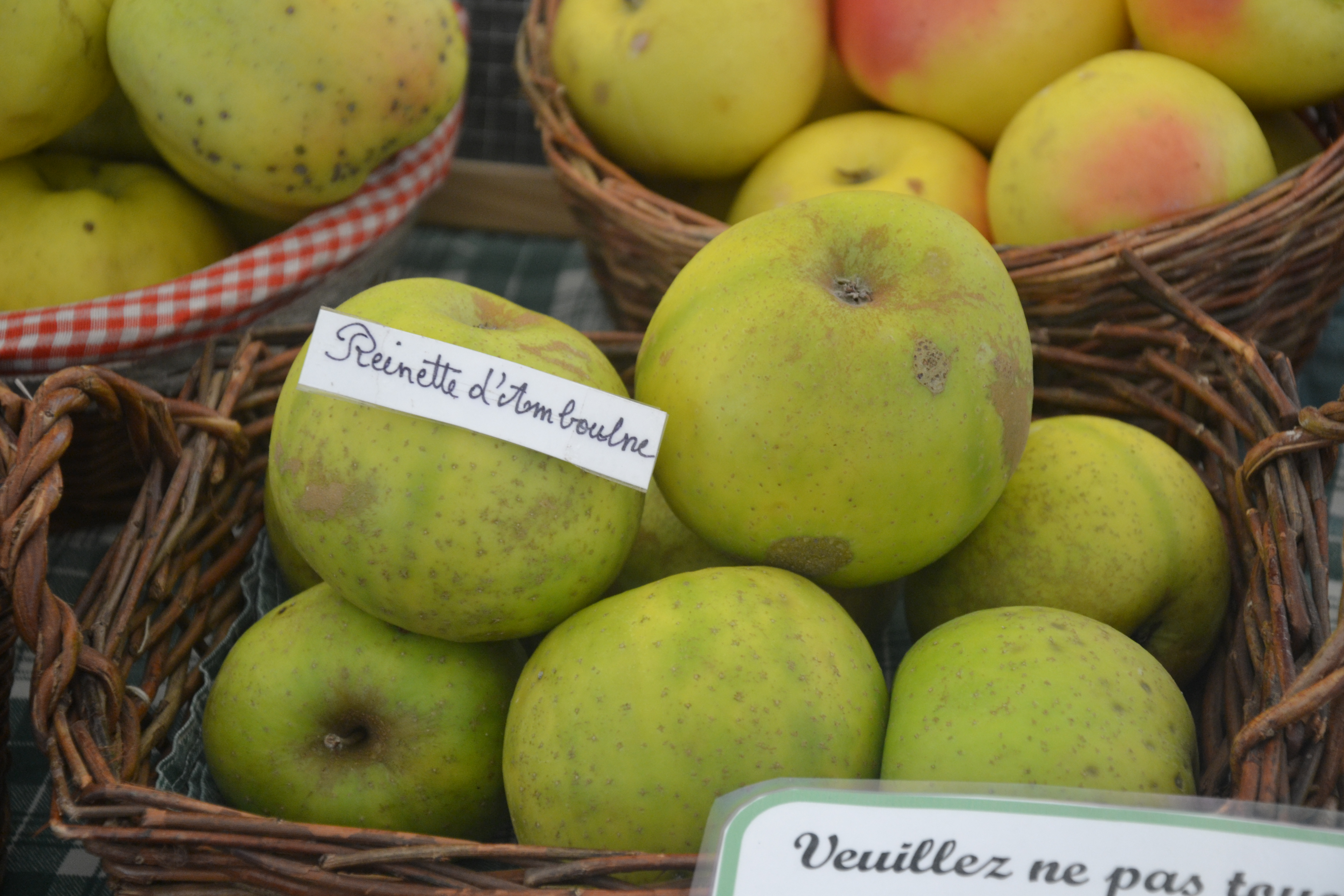
Reinette d'amboulne.
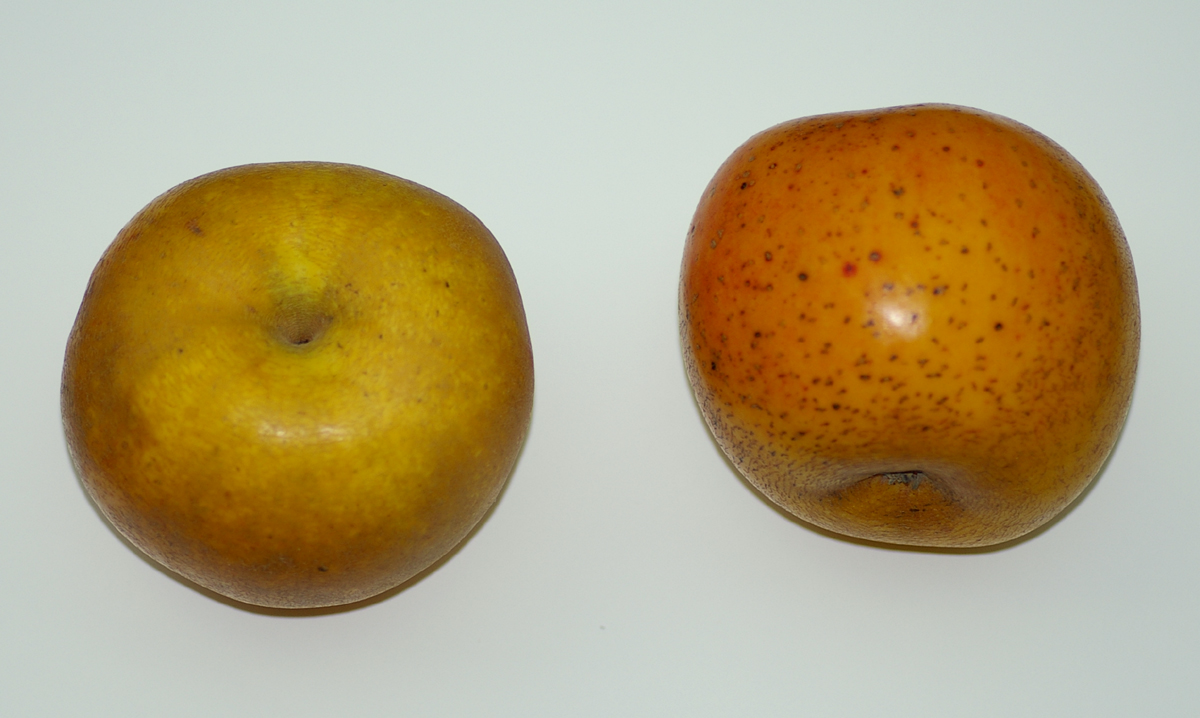
Reinette clochard.
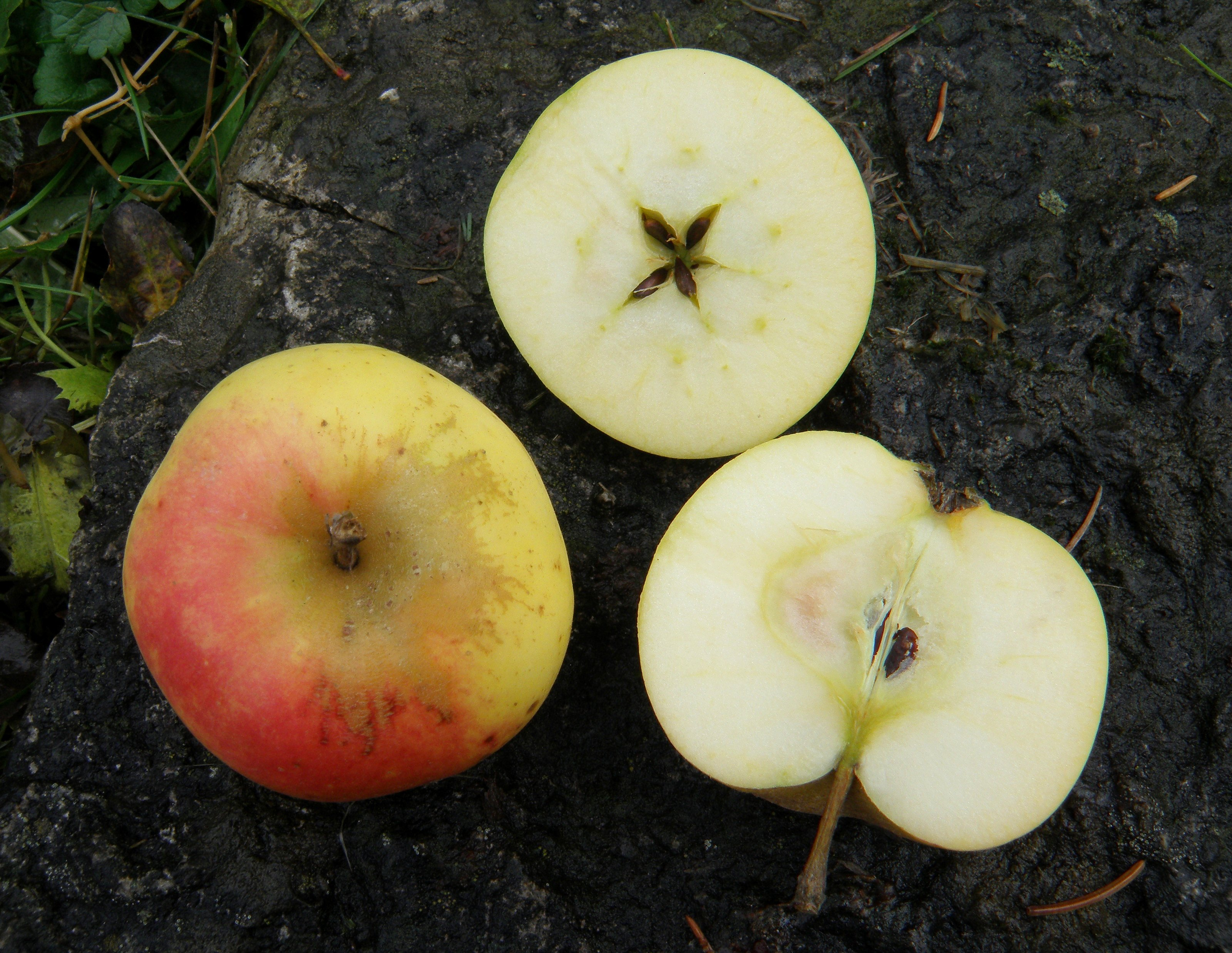
Reinette dorée.
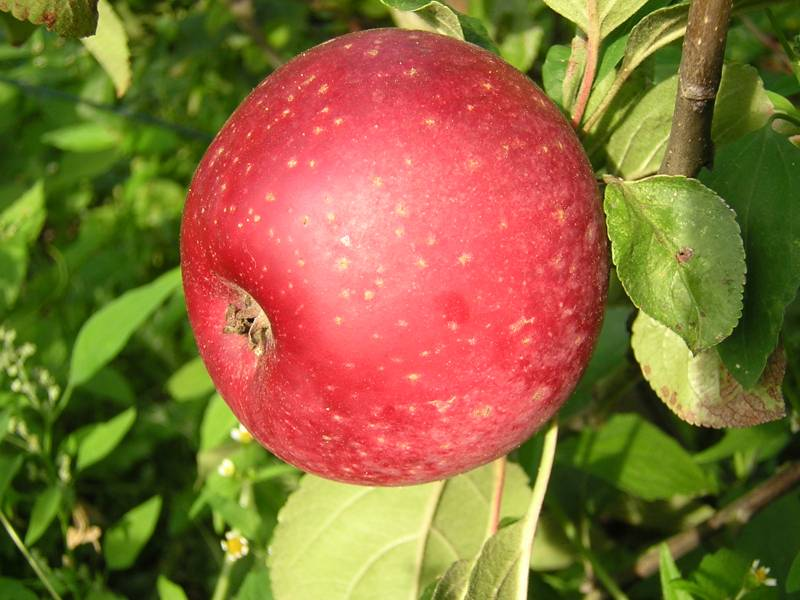
Reinette étoilée.
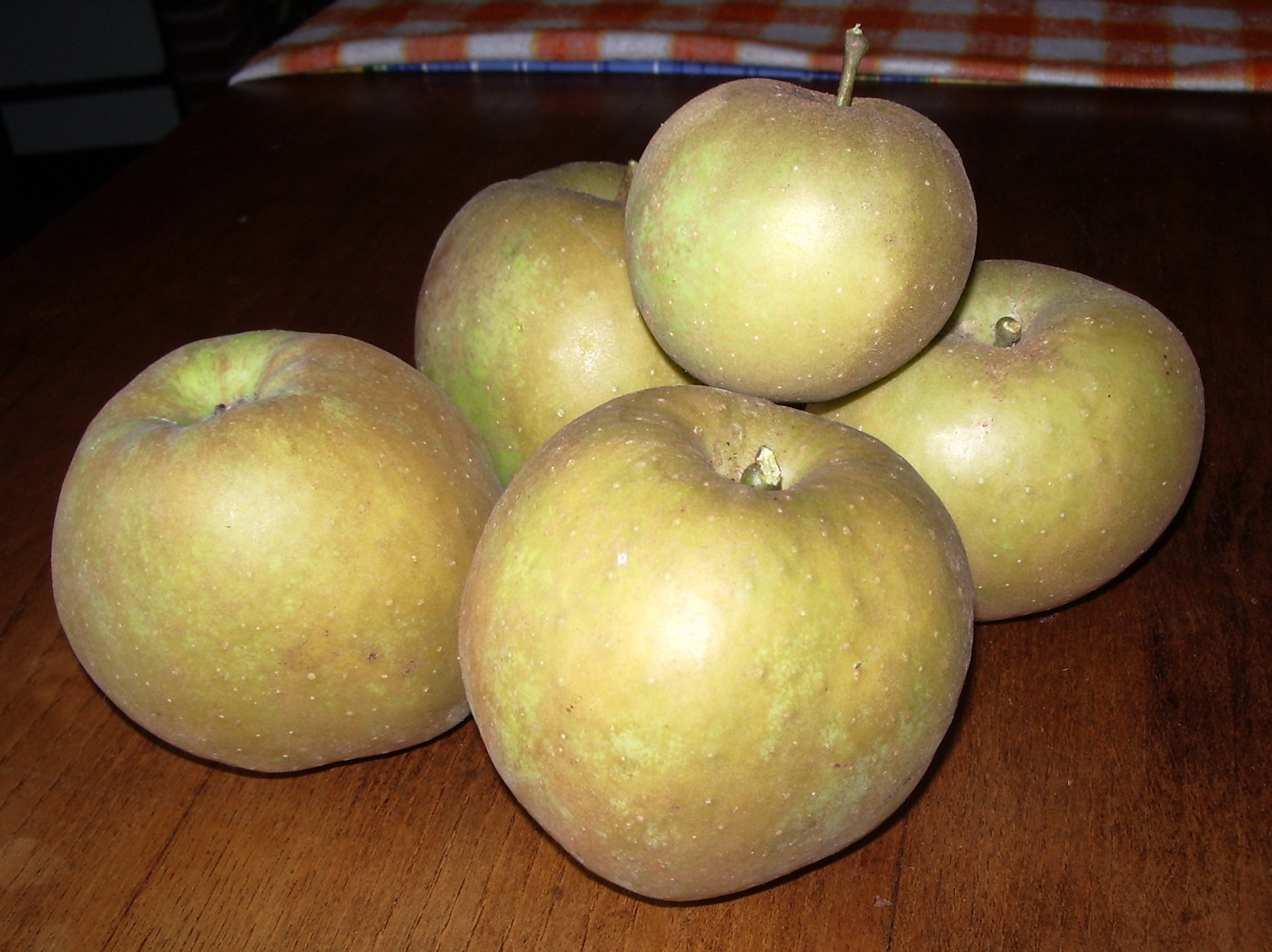
Reinette grise du Canada, russeting naturel partiel.
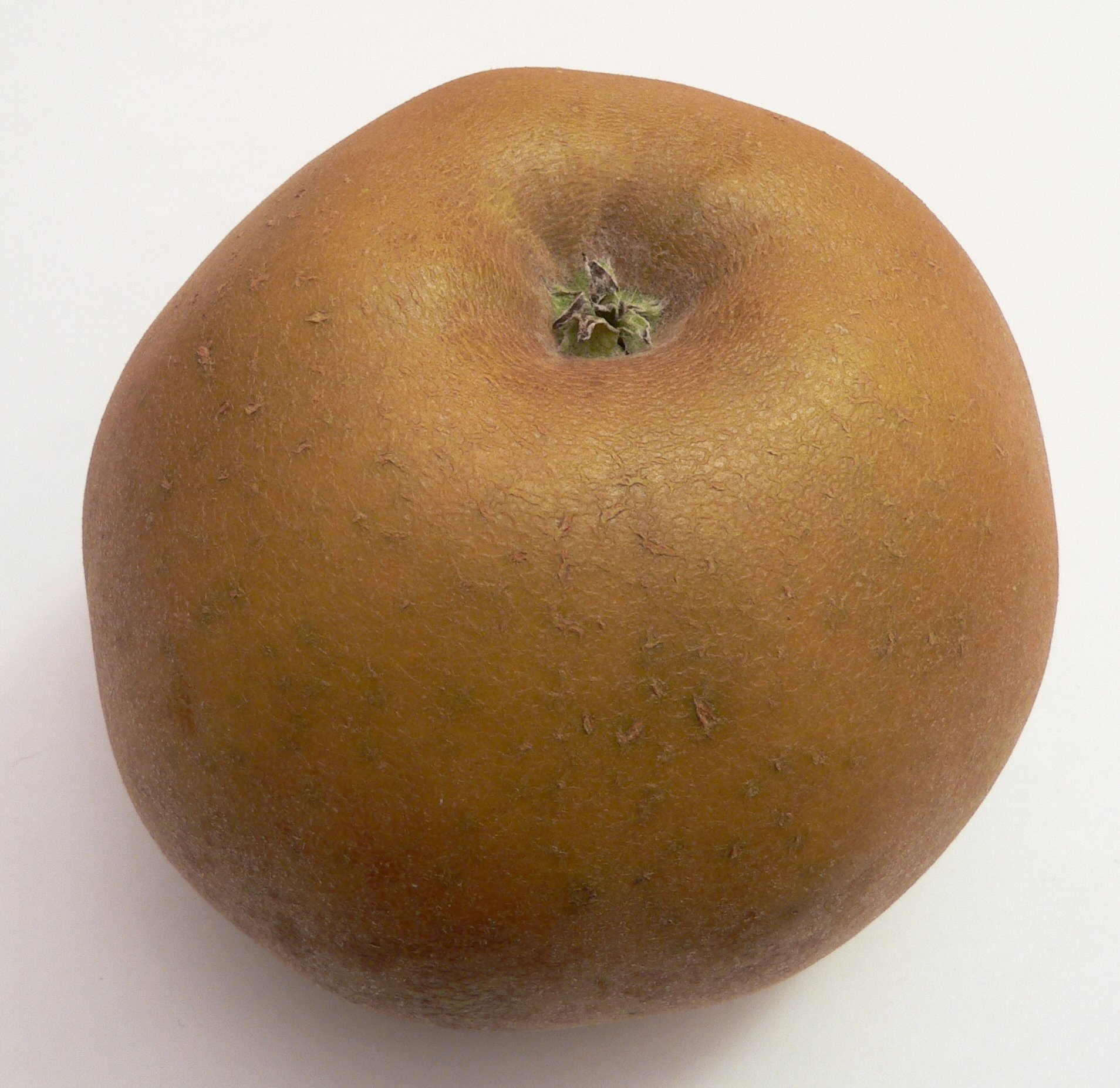
Reinette grise du Canada, russeting naturel total.
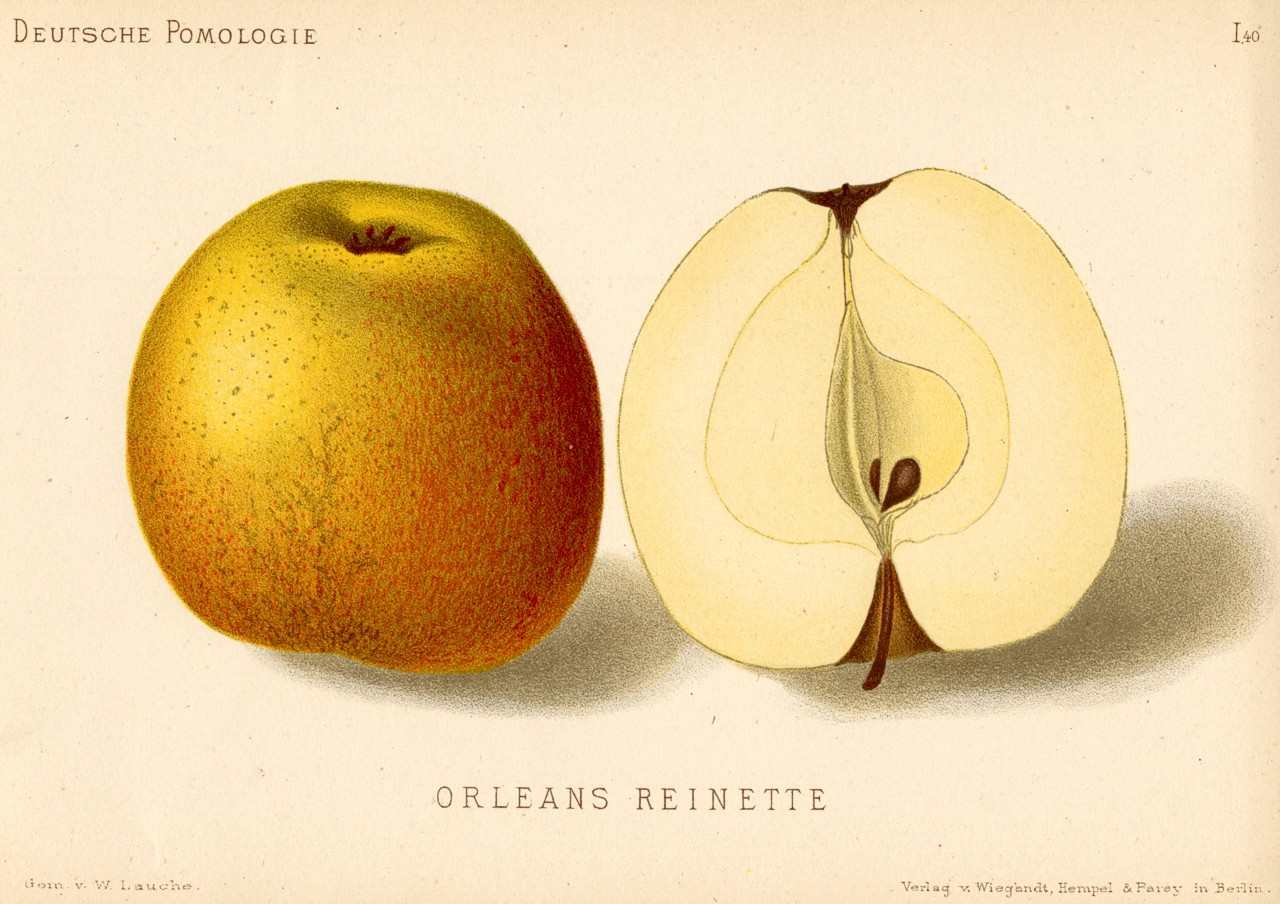
Reinette d'Orléans.
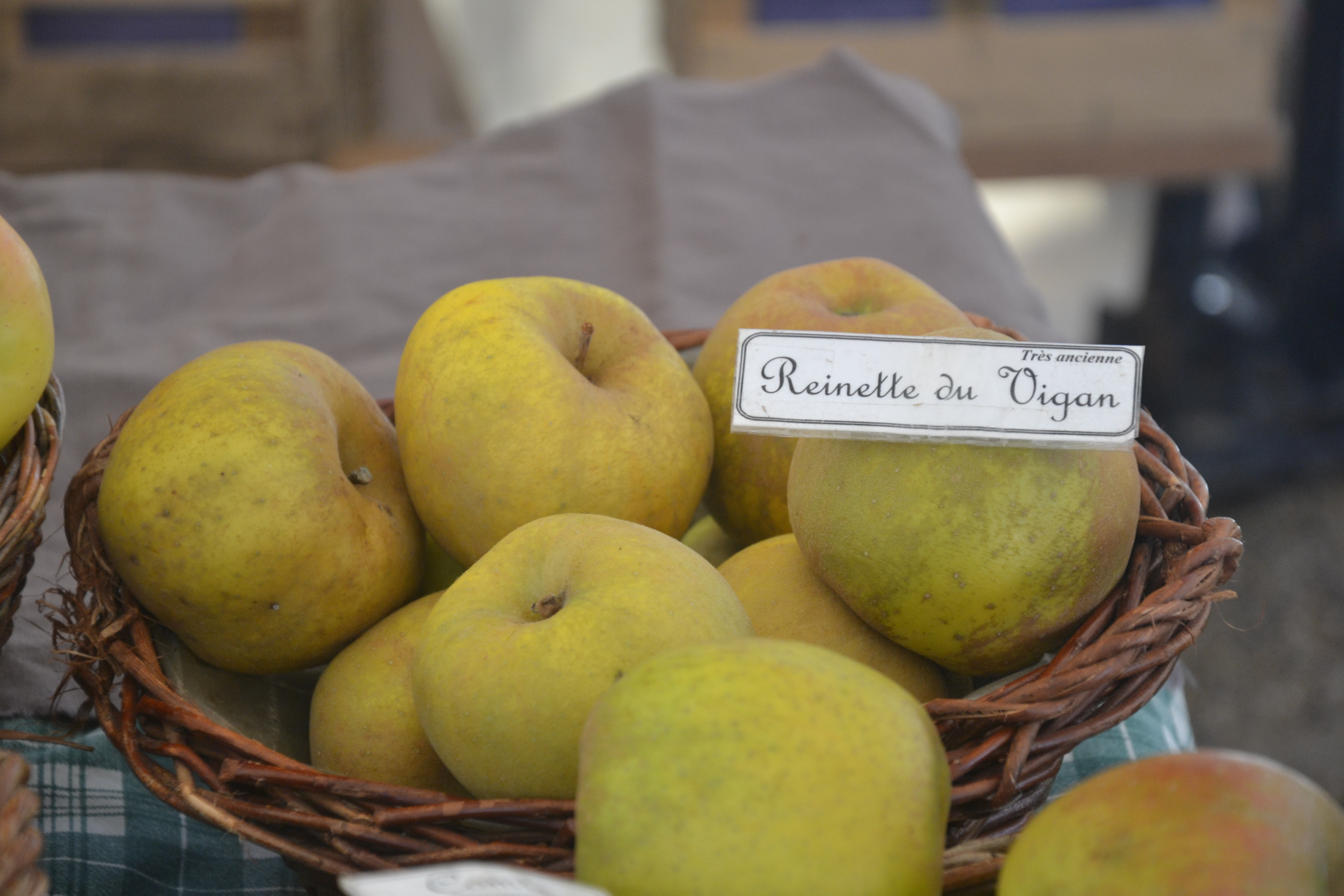
Pomme variété reinette du Vigan.
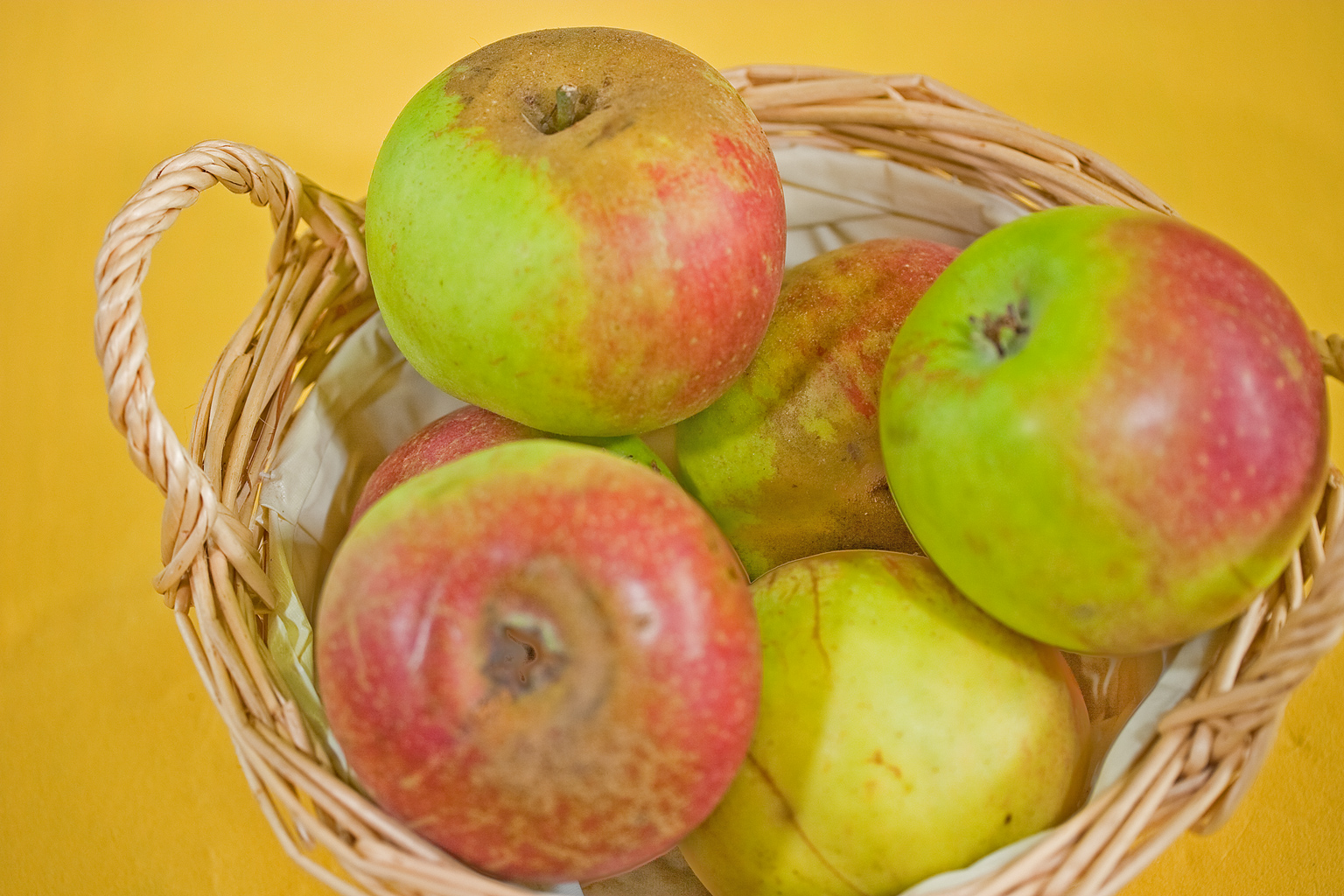
Reinette d'Orléans.
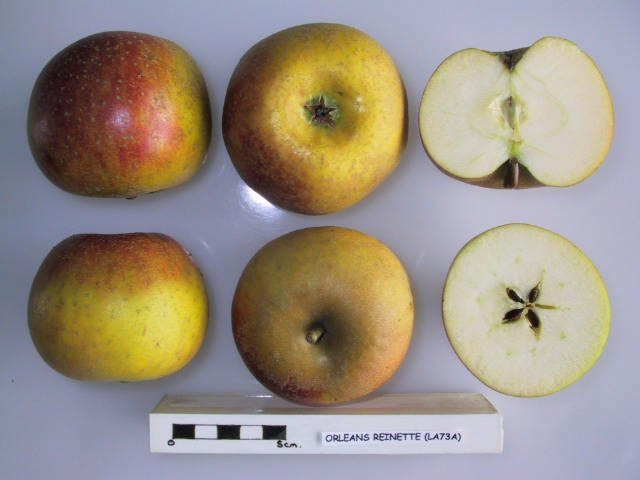
Reinette d'Orléans en exposition.